# Oonopidae
Oonopidae Simon, 1890 è una famiglia di ragni appartenente all'infraordine Araneomorphae.

## Etimologia
Il nome deriva dal greco ᾡόν, oòn cioè uovo, e ὄψ, òps, cioè aspetto, per la conformazione ovoidale del corpo, ed il suffisso -idae, che designa l'appartenenza ad una famiglia.

## Caratteristiche

Ischnothyreus browni, pattern oculare

Sono ragni alquanto piccoli, fra 1 e 3 millimetri di lunghezza; di norma hanno sei occhi la cui disposizione varia abbastanza da essere utile per il riconoscimento tassonomico: fanno eccezione Opopaea viamao che ha quattro occhi, i generi Coxapopha e Diblemma che ne hanno due e Cousinea e Blanioonops che ne sono addirittura privi.
Altri caratteri quali i cheliceri e altre parti della testa sono alquanto variabili e utili per il riconoscimento. I membri del genere Orchestina si ritiene siano capaci di saltare in quanto hanno i femori del quarto paio di zampe molto allargato. I maschi del genere Ischnothyreus hanno i pedipalpi neri come la pece.

## Comportamento
Sono difficilmente incontrabili perché il loro habitat è nelle foglie e negli arbusti delle foreste tropicali in primo luogo e le loro piccole dimensioni non facilitano certo il compito. I tre generi Anophthalmoonops, Caecoonops, Termitoonops sono stati reperiti nei nidi delle termiti.

## Specie fossili
Sono ragni che non è raro trovare fossilizzati nell'ambra, che consente di preservarne l'aspetto nel tempo, soprattutto il genere Orchestina, il che fa supporre che dovessero essere molto diffusi alla fine del Cretaceo, circa 100 milioni di anni fa.

## Distribuzione
Sono diffusissimi in tutto il mondo, ad eccezione dell'Africa occidentale e dell'America settentrionale.

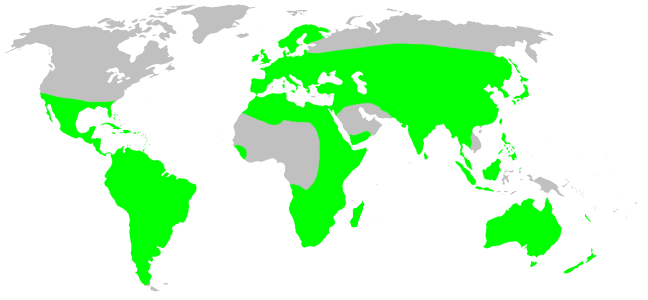
Oonopidae, distribuzione

## Tassonomia

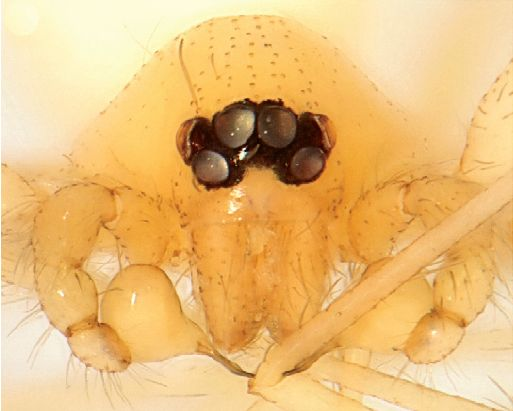
Megaoonops avrona, maschio, visione frontale

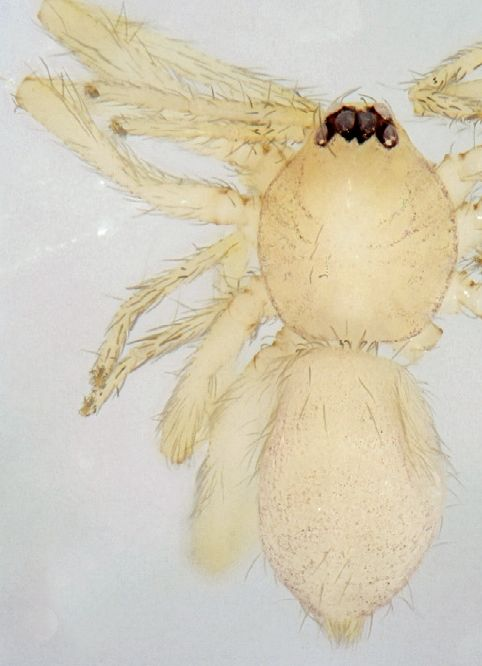
Tapinesthis inermis, maschio

Attualmente, a novembre 2020, si compone di 114 generi e 1872 specie;
La classificazione in sottofamiglie segue quella dell'entomologo Joel Hallan:
- Gamasomorphinae

1. Bidysderina Platnick et al., 2013 - Ecuador
2. Brignolia Dumitrescu & Georgescu, 1983 - Cuba, Yemen, Isole Seychelles
3. Camptoscaphiella Caporiacco, 1934 - Bhutan, Nepal, Cina
4. Cavisternum Baehr, Harvey & Smith, 2010 - Australia
5. Cinetomorpha Simon, 1892 - Messico, Brasile, Colombia, Ecuador, Perù, Cile, USA
6. Diblemma O. P.-Cambridge, 1908 - Isole Seychelles, introdotto in Gran Bretagna
7. Dysderina Simon, 1891 - dall'America centrale all'America meridionale, Africa, Filippine
8. Epectris Simon, 1893 - Asia sudorientale
9. Escaphiella Platnick & Dupérré, 2009 - Messico, Brasile, USA, Argentina, Colombia, Isole Galapagos
10. Gamasomorpha Karsch, 1881 - Africa, Australia, Asia, dagli USA all'Argentina, Hawaii, Socotra (Oceano Indiano)
11. Grymeus Harvey, 1987 - Australia
12. Ischnothyreus Simon, 1893 - Asia, dagli USA a Panama
13. Kapitia Forster, 1956 - Nuova Zelanda
14. Kijabe Berland, 1914 - Africa
15. Lionneta Benoit, 1979 - Isole Seychelles
16. Neoxyphinus Birabén, 1953 - Argentina, Guyana
17. Nephrochirus Simon, 1910 - Namibia
18. Opopaea Simon, 1891 - Australia, Americhe, Africa, Asia, Isola di Pasqua
19. Patri Saaristo, 2001 - Isole Seychelles
20. Pelicinus Simon, 1891 - USA, Isole Seychelles
21. Plectoptilus Simon, 1905 - Giava
22. Prida Saaristo, 2001 - Isole Seychelles
23. Prodysderina Platnick et al., 2013 - Colombia, Venezuela
24. Pseudodysderina Platnick, Berniker & Bonaldo, 2013 - Bolivia, Colombia, Ecuador, Perù
25. Pseudoscaphiella Simon, 1907 - Sudafrica
26. Pseudotriaeris Brignoli, 1974 - Cina, Giappone
27. Scaphidysderina Platnick & Dupérré, 2011 - Ecuador, Colombia, Perù
28. Scaphiella Simon, 1891 - dagli USA all'Argentina, Hawaii
29. Scaphioides Bryant, 1942 - America centrale
30. Scaphios Platnick & Dupérré, 2010 - Ecuador, Colombia
31. Semidysderina Platnick & Dupérré, 2011 - Colombia
32. Silhouettella Benoit, 1979 - dall'Europa all'Asia centrale, Africa settentrionale, Socotra, Isole Seychelles
33. Tinadysderina Platnick, Berniker & Bonaldo, 2013 - Colombia, Ecuador
34. Triaeris Simon, 1891 - India, Africa, dagli USA al Venezuela, Indie Occidentali
35. Tridysderina Platnick, Berniker & Bonaldo, 2013 - Ecuador
36. Xyphinus Simon, 1893 - Malaysia, Borneo, Singapore

- Oonopinae Simon, 1890

1. Amazoonops Ott, Ruiz, Brescovit & Bonaldo, 2017 - Brasile
2. Anophthalmoonops Benoit, 1976 - Angola
3. Antoonops Fannes & Jocqué, 2008 - Costa d'Avorio, Nigeria, Ghana
4. Aprusia Simon, 1893 - Sri Lanka
5. Aschnaoonops Makhan & Ezzatpanah, 2011 - Suriname
6. Australoonops Hewitt, 1915 - Africa meridionale
7. Bipoonops Bolzern, 2014 - Ecuador
8. Blanioonops Simon & Fage, 1922 - Africa orientale
9. Caecoonops Benoit, 1964 - Congo
10. Emboonops Bolzern, Platnick & Berniker, 2015 - Messico
11. Gradunguloonops Grismado et al., 2015 - Brasile, Colombia, Perù
12. Guaraguaoonops Brescovit, Rheims & Bonaldo, 2012 - Brasile
13. Guatemoonops Bolzern, Platnick & Berniker, 2015 - Guatemala
14. Heteroonops Dalmas, 1916 - dagli USA a Panama, Indie Occidentali, Isole Seychelles, Isola di Sant'Elena
15. Hortoonops Platnick & Dupérré, 2012 - Hispaniola, Portorico, isole Vergini
16. Hypnoonops Benoit, 1977 - Congo
17. Longoonops Platnick & Dupérré, 2010 - Nicaragua, Costa Rica, Panama, isole Vergini, Giamaica
18. Megaoonops Saaristo, 2007 - Israele
19. Noonops Platnick & Berniker, 2013 - Messico, USA, isole Bahama
20. Oonopinus Simon, 1893 - Europa, dal Panama all'Argentina, Isole Seychelles, Hawaii, Sierra Leone, Nuova Caledonia
21. Oonopoides Bryant, 1940 - Venezuela, Messico, Cuba
22. Oonops Templeton, 1835 - Europa, Africa, Americhe, Tasmania
23. Orchestina Simon, 1882 - Asia, Africa, USA, Europa, Tasmania
24. Ponsoonops Bolzern, 2014 - Panama, Guatemala, Costa Rica, Hispaniola, Messico, Belize, Venezuela, Colombia, Cuba
25. Predatoroonops Brescovit, Rheims & Ott, 2012 - Brasile
26. Reductoonops Platnick & Berniker, 2014 - Panama, Messico, Perù, Ecuador, Cile, Giamaica
27. Setayeshoonops Makhan & Ezzatpanah, 2011 - Suriname
28. Simonoonops Harvey, 2002 - Venezuela
29. Socotroonops Saaristo & van Harten, 2002 - Socotra (Oceano Indiano)
30. Stenoonops Simon, 1891 - Indie Occidentali, dal Panama al Venezuela
31. Sulsula Simon, 1882 - Namibia, Algeria, Egitto
32. Tapinesthis Simon, 1914 - Europa, introdotto negli USA
33. Telchius Simon, 1893 - Algeria, Marocco, Sudafrica
34. Termitoonops Benoit, 1964 - Congo
35. Unicorn Platnick & Brescovit, 1995 - Sudafrica
36. Varioonops Bolzern & Platnick, 2013 - Costa Rica, Venezuela, Panama, Colombia
37. Wanops Chamberlin & Ivie, 1938 - Messico
38. Xestaspis Simon, 1884 - Africa, Australia, Micronesia, Sri Lanka, Costa Rica
39. Xiombarg Brignoli, 1979 - Brasile, Argentina
40. Xyccarph Brignoli, 1978 - Brasile
41. Zyngoonops Benoit, 1977 - Congo

- incertae sedis

1. Aposphragisma Thoma, 2014 - Borneo, Singapore, Sumatra, Malesia, Vietnam
2. Bannana Tong & Li, 2015 - Cina
3. Birabenella Grismado, 2010 - Cile, Argentina
4. Cortestina Knoflach, 2009 - Italia, Austria
5. Costarina Platnick & Dupérré, 2011 - America centrale
6. Cousinea Saaristo, 2001 - Isole Seychelles
7. Coxapopha Platnick, 2000 - Panama, Brasile, Perù
8. Dalmasula Platnick, Szüts & Ubick, 2012 - Namibia, Sudafrica
9. Dysderoides Fage, 1946 - Venezuela, India
10. Farqua Saaristo, 2001 - Isole Farquhar (Isole Seychelles)
11. Hexapopha Platnick, Berniker & Víquez, 2014 - Costa Rica
12. Himalayana Grismado, 2014 - Nepal, India
13. Kacinia Tong & Li, 2018 - Myanmar
14. Khamiscar Platnick & Berniker, 2015 - Madagascar
15. Khamisia Saaristo & van Harten, 2006 - Yemen
16. Khamisina Platnick & Berniker, 2015 - Nigeria, Kenya, Repubblica Democratica del Congo
17. Khamisoides Platnick & Berniker, 2015 - isole Vergini
18. Malagiella Ubick & Griswold, 2011 - Madagascar
19. Megabulbus Saaristo, 2007 - Israele
20. Melchisedec Fannes, 2010 - Africa occidentale e orientale
21. Molotra Ubick & Griswold, 2011 - Madagascar
22. Neotrops Grismado & Ramírez, 2013 - Venezuela, Paraguay, Argentina, Colombia, Panama, Bolivia, Uruguay
23. Niarchos Platnick & Dupérré, 2010 - Ecuador, COlombia, Perù
24. Noideattella Álvarez-Padilla, Ubick & Griswold, 2012 - Madagascar, isola di Assunzione, isole Farquhar
25. Ovobulbus Saaristo, 2007 - Egitto, Israele
26. Paradysderina Platnick & Dupérré, 2011 - Perù, Colombia, Ecuador, Brasile
27. Pescennina Simon, 1903 - Venezuela
28. Prethopalpus Baehr et al., 2012 - Australia, Borneo, Bali, Giava, Sumatra, India, Nuova Guinea, Malaysia
29. Promolotra Tong & Li, 2020 - Myanmar
30. Puán Izquierdo, 2012 - Argentina
31. Semibulbus Saaristo, 2007 - Israele
32. Sicariomorpha Ott & Harvey, 2015 - Malesia
33. Simlops Bonaldo, Ott & Ruiz, 2014 - Brasile, Colombia, Venezuela, Guyana, Trinidad
34. Spinestis Saaristo & Marusik, 2009 - Ucraina
35. Tolegnaro Álvarez-Padilla, Ubick & Griswold, 2012 - Madagascar
36. Trilacuna Tong & Li, 2007 - Cina
37. Vientianea Tong & Li, 2013 - Laos

### Generi trasferiti
- Hytanis Simon, 1893[4] - Venezuela
- Lucetia Dumitrescu & Georgescu, 1983[5] - Cuba, Venezuela
- Matyotia Saaristo, 2001 - Isole Seychelles; considerato un sinonimo posteriore di Heteroonops da uno studio degli aracnologi Platnick & Dupérré, del 2009 e ivi inglobato[1].
- Myrmecoscaphiella Mello-Leitão, 1926 - Brasile; considerato un sinonimo posteriore di Opopaea da uno studio degli aracnologi Platnick & Dupérré, del 2009 e ivi inglobato[1]
- Yumates Chamberlin, 1924[5] - Messico